# Sant Josep de la Talladella

Sant Josep de la Talladella, respecte del terme de Castellcir

Sant Josep de la Talladella, o la Sagrada Família, més tard la Mare de Déu del Pilar, és la capella de la masia la Talladella, del terme municipal de Castellcir, al Moianès.

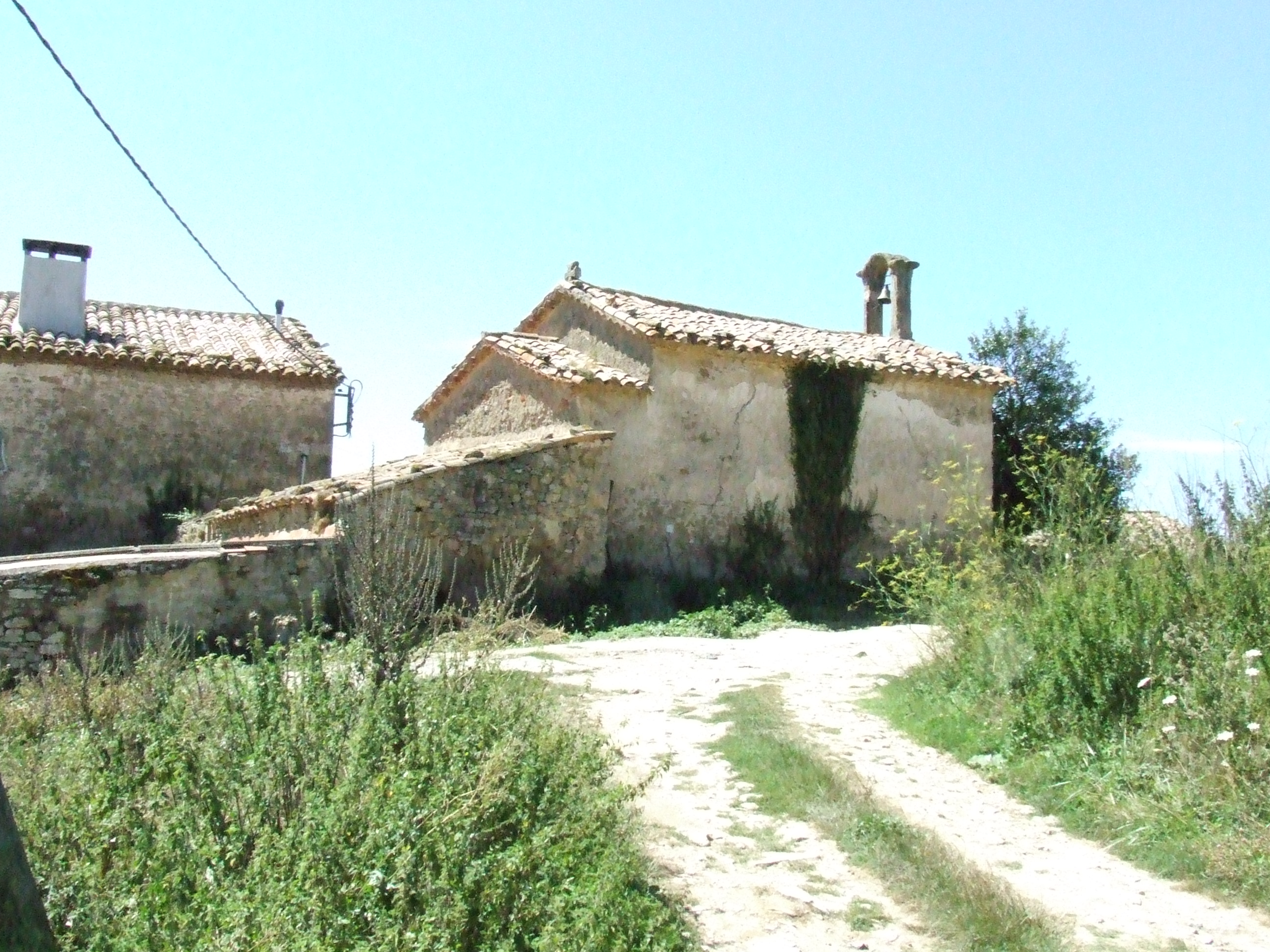
La capella, des del nord-est

Està situada en el mateix mas, en el sector nord del terme municipal, a ponent de la Penyora, al nord-est del Prat i al sud-oest de Santa Coloma Sasserra. La capella és la construcció més al nord del mas i té entrada des de l'exterior del clos -la lliça- del mas.
És una capella petita, d'una sola nau coberta amb volta de canó i amb un absis senzill, de planta rectangular no gaire profund, orientat cap a llevant. Tot i que l'orientació correspon a les de les esglésies més antigues, en aquest cas es tracta d'una obra que no depassa en antiguitat l'edat moderna. Té un campanaret d'espadanya d'un sol ull damunt de la façana de ponent, on hi ha l'única porta d'accés a la capella, a més d'una obertura gran que permetia seguir la missa des de fora el dia de l'aplec, en què es reunien moltes persones en aquesta capella.

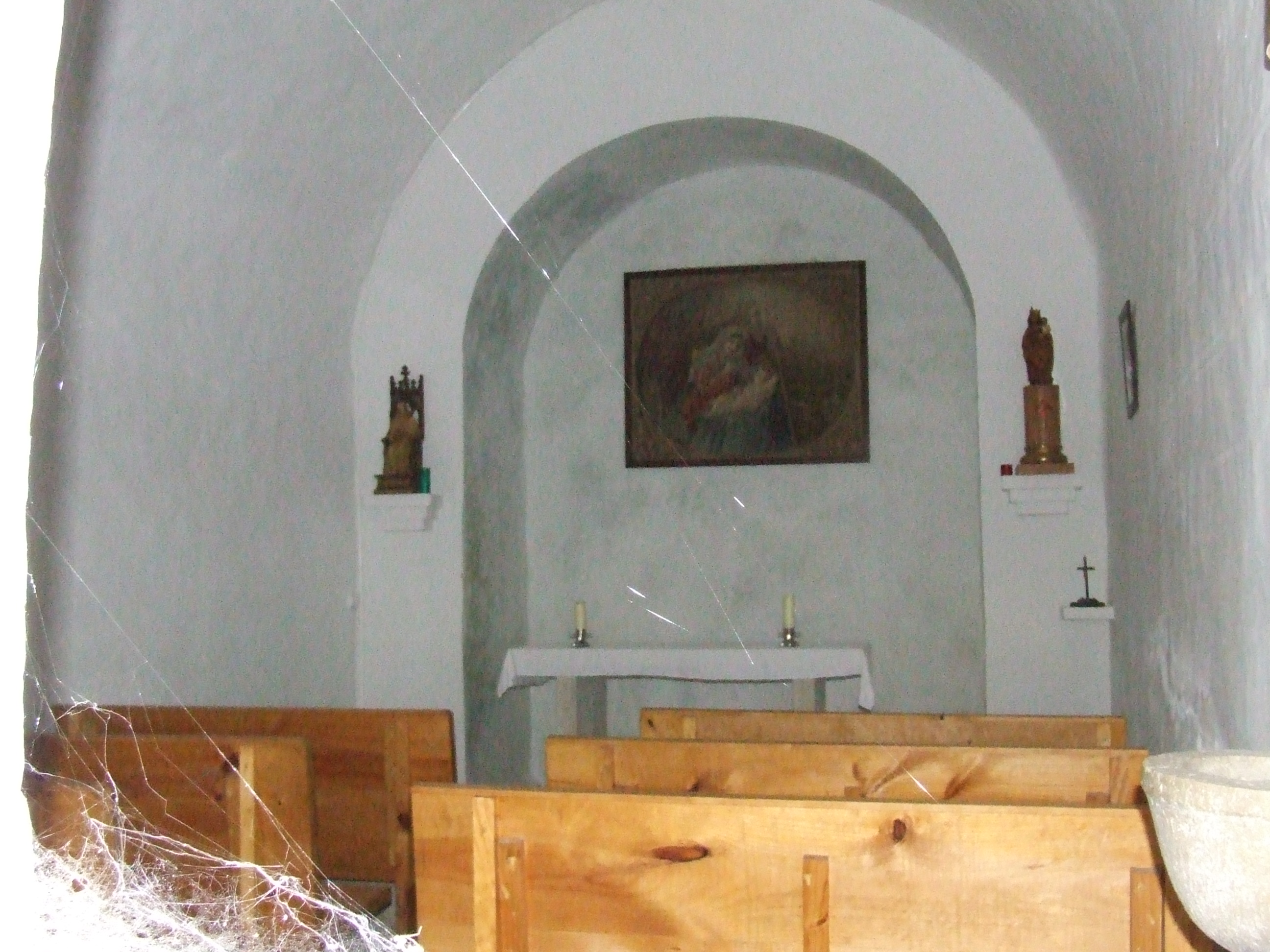
Interior de la capella